# أعمال الحفريات
أعمال الحفريات هو موقع ويب من نوع قاعدة بيانات حيوية وقاعدة بيانات على النت أنشئ في 1998، وهو متوفر باللغة الإنجليزية.

## وصلات خارجية
- الموقع الرسمي